# USS Joseph E. Campbell (DE-70)
USS Joseph E. Campbell (DE-70/APD-49) là một tàu hộ tống khu trục lớp Buckley được Hải quân Hoa Kỳ chế tạo trong Chiến tranh Thế giới thứ hai. Tên nó được đặt theo Thiếu úy Hải quân Joseph Eugene Campbell (1919-1942), phi công Hải quân đã tử trận trong chiến đấu tại khu vực Nam Thái Bình Dương ngày 9 tháng 8, 1942. Nó đã phục vụ trong chiến tranh cho đến năm 1944, khi được cải biến thành một tàu vận chuyển cao tốc mang ký hiệu lườn APD-49, và tiếp tục phục vụ cho đến khi chiến tranh kết thúc. Con tàu xuất biên chế năm 1946 và được chuyển cho Chile năm 1966, tiếp tục phục vụ cùng Hải quân Chile như là chiếc Riquelme (APD-28) cho đến khi ngừng hoạt động năm 1973, và bị tháo dỡ làm nguồn phụ tùng. Joseph E. Campbell được tặng thưởng một Ngôi sao Chiến trận do thành tích phục vụ trong Thế Chiến II.

## Thiết kế và chế tạo
Những chiếc thuộc lớp tàu hộ tống khu trục Buckley có chiều dài chung 306 ft (93 m), mạn tàu rộng 37 ft 1 in (11,30 m) và độ sâu mớn nước khi đầy tải là 11 ft 3 in (3,43 m). Chúng có trọng lượng choán nước tiêu chuẩn 1.400 tấn Anh (1.400 t); và lên đến 1.740 tấn Anh (1.770 t) khi đầy tải. Hệ thống động lực bao gồm hai turbine hơi nước General Electric công suất 13.500 mã lực (10.100 kW), dẫn động hai máy phát điện công suất 9.200 kilôwatt (12.300 hp) để vận hành hai trục chân vịt;  công suất 12.000 hp (8.900 kW) cho phép đạt được tốc độ tối đa 23 kn (26 mph; 43 km/h), và có dự trữ hành trình 6.000 nmi (6.900 mi; 11.000 km) khi di chuyển ở vận tốc đường trường 12 kn (14 mph; 22 km/h).
Vũ khí trang bị bao gồm ba pháo 3 in (76 mm)/50 cal trên tháp pháo nòng đơn có thể đối hạm hoặc phòng không, một khẩu đội 1,1 inch/75 caliber bốn nòng và tám pháo phòng không Oerlikon 20 mm. Vũ khí chống ngầm bao gồm một dàn súng cối chống tàu ngầm Hedgehog Mk. 10 (có 24 nòng và mang theo 144 quả đạn); hai đường ray Mk. 9 và tám máy phóng K3 Mk. 6 để thả mìn sâu. Khác biệt đáng kể so với lớp Evarts dẫn trước là chúng có thêm ba ống phóng ngư lôi Mark 15 21 inch (533 mm). Thủy thủ đoàn đầy đủ bao gồm 186 sĩ quan và thủy thủ.
Joseph E. Campbell được đặt lườn tại xưởng tàu của hãng Bethlehem-Hingham Shipyard, Inc., ở Hingham, Massachusetts vào ngày 29 tháng 3, 1943. Nó được hạ thủy vào ngày 26 tháng 6, 1943; được đỡ đầu bởi bà Marie S. Campbell, mẹ Thiếu úy Campbell, và nhập biên chế vào ngày 23 tháng 9, 1943 dưới quyền chỉ huy của Hạm trưởng, Thiếu tá Hải quân Jack Frank Bowling Jr.

## Lịch sử hoạt động

### USSJoseph E. Campbell
Sau chuyến đi chạy thử máy huấn luyện tại khu vực Bermuda, Joseph E. Campbell khởi hành từ Boston, Massachusetts vào ngày 11 tháng 10, 1943, và sau một chuyến hộ tống đoàn tàu vận tải vượt Đại Tây Dương đi sang Londonderry, Bắc Ireland, nó quay trở về New York vào ngày 16 tháng 12. Trong giai đoạn từ ngày 31 tháng 12, 1943 đến ngày 8 tháng 10, 1944 nó còn thực hiện ba chuyến hộ tống vận tải khứ hồi vượt Đại Tây Dương từ các cảng Hoa Kỳ đến các cảng Bắc Phi.
Quay trở về New York sau chuyến đi cuối cùng vào ngày 8 tháng 10, Joseph E. Campbell được cải biến thành một tàu vận chuyển cao tốc thuộc lớp Charles Lawrence, và được xếp lại lớp với ký hiệu lườn mới APD-49 vào ngày 24 tháng 11, 1944. Sau một đợt thực hành huấn luyện dọc theo vùng bờ Đông, nó khởi hành từ Key West, Florida vào ngày 8 tháng 3, 1945 để chuyển sang khu vực Thái Bình Dương. Sau khi đi ngang qua kênh đào Panama và San Diego, California nó đi đến Trân Châu Cảng vào ngày 8 tháng 4. Tiếp tục lên đường vào ngày 29 tháng 4, con tàu đi đến Eniwetok, nơi nó sáp nhập cùng hai tàu buôn để hộ tống chúng trong hành trình đi sang Leyte, Philippines.
Trong ba tháng tiếp theo sau, Joseph E. Campbell phục vụ tuần tra chống tàu ngầm cho các đội tàu đổ bộ LST đi đến Okinawa. Sau khi Nhật Bản chấp nhận đầu hàng vào ngày 15 tháng 8 giúp kết thúc cuộc xung đột, nó khởi hành từ đảo Cebu vào ngày 1 tháng 9 trong thành phần hộ tống đoàn tàu vận chuyển lực lượng chiếm đóng hướng sang Nhật Bản, đến nơi vào ngày 9 tháng 9. Nó tiếp tục nhiệm vụ hộ tống đi lại giữa Nhật Bản và Philippines cho đến khi quay trở về vùng bờ Đông Hoa Kỳ vào tháng 12. Sau khi ghé đến Philadelphia và Norfolk, Virginia, nó đi đến vịnh Guantánamo, Cuba và San Juan, Puerto Rico, đón hành khách lên tàu và quay trở về Morehead City, North Carolina vào ngày 31 tháng 3, 1946.
Sau khi viếng thăm Philadelphia, Baltimore và Hampton Roads, Joseph E. Campbell đi đến Charleston, South Carolina vào ngày 22 tháng 5, chuẩn bị để ngừng hoạt động. Nó được kéo đến Green Cove Springs, Florida, nơi nó được cho xuất biên chế vào ngày 15 tháng 11, 1946, và được đưa về Hạm đội Dự bị Đại Tây Dương, neo đậu tại Orange, Texas. Tên nó được cho rút khỏi danh sách Đăng bạ Hải quân vào ngày 1 tháng 12, 1966 sau khi con tàu được chuyển cho Chile vào tháng 11, 1966.

### Riquelme(APD-28)
Con tàu nhập biên chế cùng Hải quân Chile như là chiếc Riquelme (APD-28) và đã phục vụ từ năm 1966 đến năm 1973. Tuy nhiên hầu hết các nguồn cho rằng con tàu không thực sự hoạt động, nhưng chỉ làm nguồn phụ tùng dự trữ thay thế cho các tàu chị em khác cùng được chuyển giao cho Chile, bao gồm: Serrano (APD-26) (nguyên là chiếc Odum), Orella (APD-27) (nguyên là chiếc Jack C. Robinson), và Virgilio Uribe (APD-29) (nguyên là chiếc Daniel T. Griffin).

## Phần thưởng
Joseph E. Campbell được tặng thưởng một Ngôi sao Chiến trận do thành tích phục vụ trong Thế Chiến II.
|  | Bronze star |  |
|  |             |  |

| Huân chương Chiến dịch Hoa Kỳ        | Huân chương Chiến dịch Châu Á-Thái Bình Dương với 1 Ngôi sao Chiến trận | Huân chương Chiến dịch Châu Âu-Châu Phi-Trung Đông |
| Huân chương Chiến thắng Thế Chiến II | Huân chương Phục vụ Chiếm đóng Hải quân                                 | Huân chương Giải phóng Philippine (Philippine)     |